# 주이룽
주이룽(중국어: 朱一龙, 병음: Zhu Yilong, 1988년 4월 16일 ~ ) 또는 주일룡은 중화인민공화국의 배우, 가수이다.

## 출연작

### 드라마
- 2012년 아이치이 웹드라마 《괴의문삼괴》 - 해동승 역
- 2014년 장시 위성 텔레비전 단독극장 《가연》 - 방두자 역
- 2015년 동방 위성 텔레비전 동방극장 《미월전》 - 진 소양왕 역
- 2016년 베이징 텔레비전 홍성극장 《신소십일량》 - 연성벽 역
- 2016년 베이징 텔레비전 주파극장 《신변성랑자》 - 부홍설 역
- 2017년 CCTV-8 황금강당극장 《어저귀래》 - 하개심 역
- 2017년 저장 위성 텔레비전 중국람극장 《화사화비화만천》 - 화무사 역
- 2018년 유쿠 웹드라마 《진혼》 - 선웨이 역
- 2018년 유쿠 웹드라마 《허니부생약몽》 - 나부생 역
- 2018년 후난위성텔레비전 금응독파극장 《지부지부응시녹비홍수》 - 제형 역
- 2019년 유쿠 웹드라마 《천망행동》 - 방가 역
- 2019년 저장 위성 텔레비전 중국람극장 《러브AND하우스》 - 장란 역
- 2020년 유쿠 웹드라마 《중계지극해청뢰》 - 우시에 역
- 2020년 후난위성텔레비전 금응독파극장 《친애적자기》 - 천이밍 역
- 2021년 CCTV-8 황금강당극장 《반역자》 - 임남생 역
- 2021년 아이치이 웹드라마 《북철남원》 - 뤼웨이 역

### 영화
- 2022년 《인생대사》 - 모샨웨이 역